# مسيريب

تعديل مصدري - تعديل

مسيريب هي إحدى قرى عزلة القارة بمديرية رصد التابعة لمحافظة أبين، بلغ تعداد سكانها 116 نسمة حسب تعداد اليمن لعام 2004.